# Aphrophila monacantha
Aphrophila monacantha là một loài ruồi trong họ Limoniidae. Chúng phân bố ở miền Australasia.